# Charlotte Amalie
Charlotte Amalie (Deens: Amalienborg) is de hoofdstad van de Amerikaanse Maagdeneilanden. De plaats ligt op het eiland Saint Thomas en telde 14.477 inwoners in 2020.
De stad telt vele historische bezienswaardigheden, waaronder een van de oudste synagogen van Noord-Amerika. De haven van Charlotte Amalie is een belangrijk aanlegpunt voor cruiseschepen op de Caribische Zee. Drie kilometer ten westen van de stad ligt Luchthaven Cyril E. King.

## Geschiedenis
In 1672 werd begonnen met de bouw van Fort Christian vernoemd naar Christiaan V. Het fort was gereed in 1680. In 1679 werd Fort Skytsborg gebouwd op een heuvel met uitzicht op de haven. Het fort wordt vaak Blackbeard's Castle (het kasteel van Zwartbaard) genoemd.
Aan de haven bij Fort Christian werden cafés gebouwd en het dorp werd Taphus (letterlijk: taphuis) genoemd. In 1691 werd de naam van de plaats veranderd in Amalienborg naar de Deense koningin Charlotte Amalia, de vrouw van koning Christiaan V.
In 1754 werd de kolonie overgenomen door de regering van Denemarken en werd een kroonkolonie, maar de hoofdstad werd verplaatst naar Christiansted op het eiland Saint Croix. In 1764 werd Saint Thomas een vrijhaven en begon een bloeiperiode. In het begin van de 19e eeuw begon het verval. De nieuwere schepen hoefden geen tussenstop te maken en Charlotte Amalie werd geteisterd door branden en orkanen. In 1867 vond een aardbeving plaats van 7,5 op de schaal van Richter. Tien minuten later werd Charlotte Amalie getroffen door een tsunami met een hoogte van 4,5 tot 6,1 meter.
In 1917 werd Saint Thomas door Denemarken aan de Verenigde Staten verkocht. In 1931 werd Amalienborg weer de hoofdstad van de eilanden. In 1936 werd de naam gewijzigd in Charlotte Amalie. In de jaren 1950 begon het toerisme zich te ontwikkelen.

## Bezienswaardigheden
Fort Christian is het oudste en grootste fort van de Amerikaanse Maagdeneilanden. De muren van het fort zijn tussen de 1 en 2 meter dik. Van 1874 tot 1983 werd het gebruik als politiebureau en gevangenis. In 1971 werd het Fort Christian Museum gevestigd in de kelder als historisch museum. In 2017 werd het museum heropend.

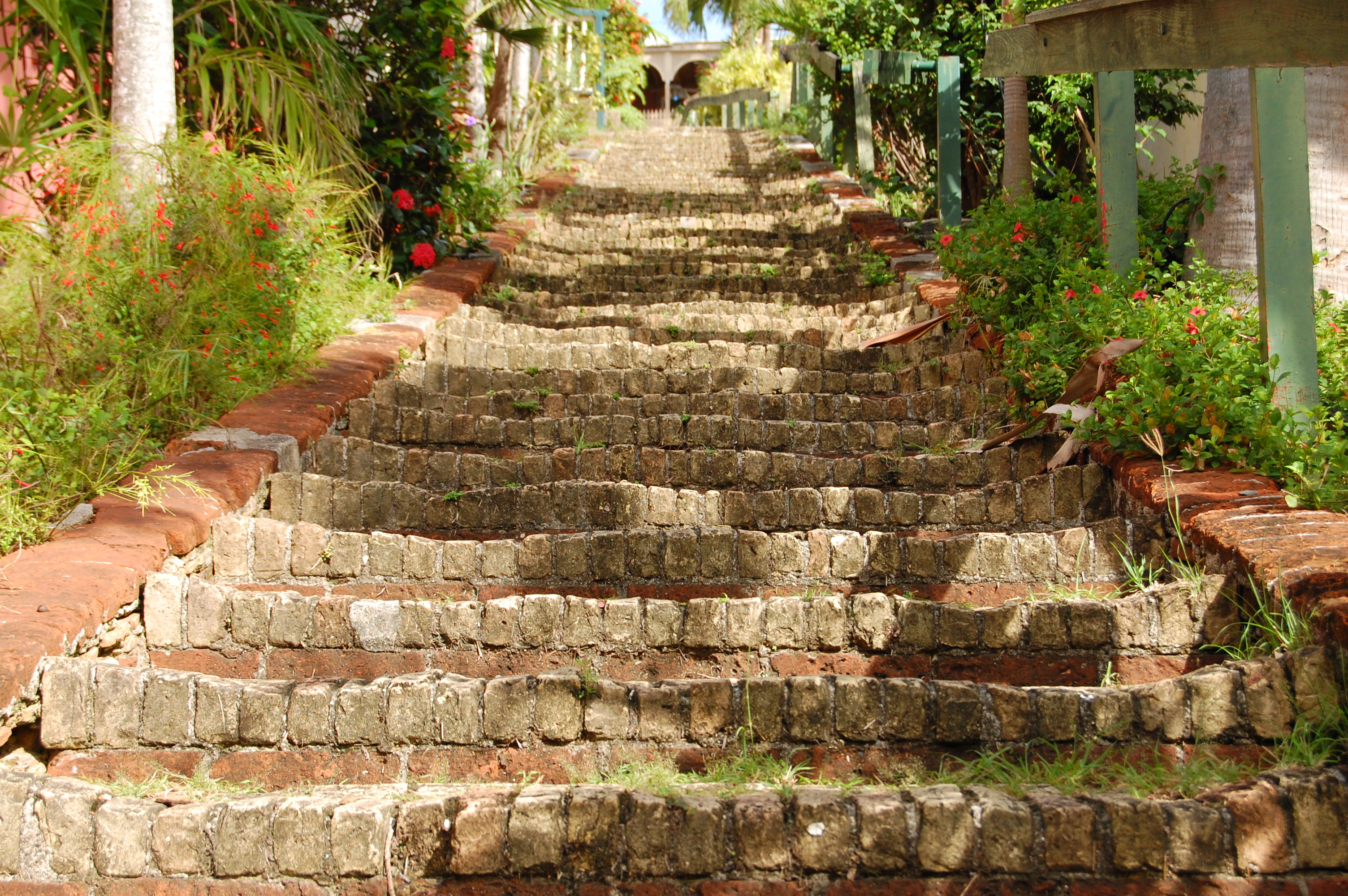
99 Steps

Charlotte Amalie is een heuvelachtig gebied gebouwd. Veel straten bestaan uit trappen of frigangs die in het midden van de 18e eeuw waren gebouwd. 99 Steps is de bekendste trappenstraat, maar bestaat in werkelijkheid uit 103 trappen.
De St. Thomaskerk is een Nederlands Hervormde kerk. De eerste kerk werd in de jaren 1670 gebouwd. De kerk was verschillende keren herbouwd. De huidige kerk dateert in 1848, en kreeg de St. Thomaskerk.
In 1796 werd een Joodse gemeenschap opgericht in Charlotte Amalie. In 1803 werd de eerste synagoge gebouwd. De huidige synagoge dateert in 1833 en was in 2000 gerestaureerd. Het is de een-na-oudste synagoge van de Verenigde Staten. In 1995 werd het Weibel Memorial Museum gesticht in de achterkant van het gebouw en geeft een historisch overzicht van de Joodse gemeenschap op Saint Thomas.

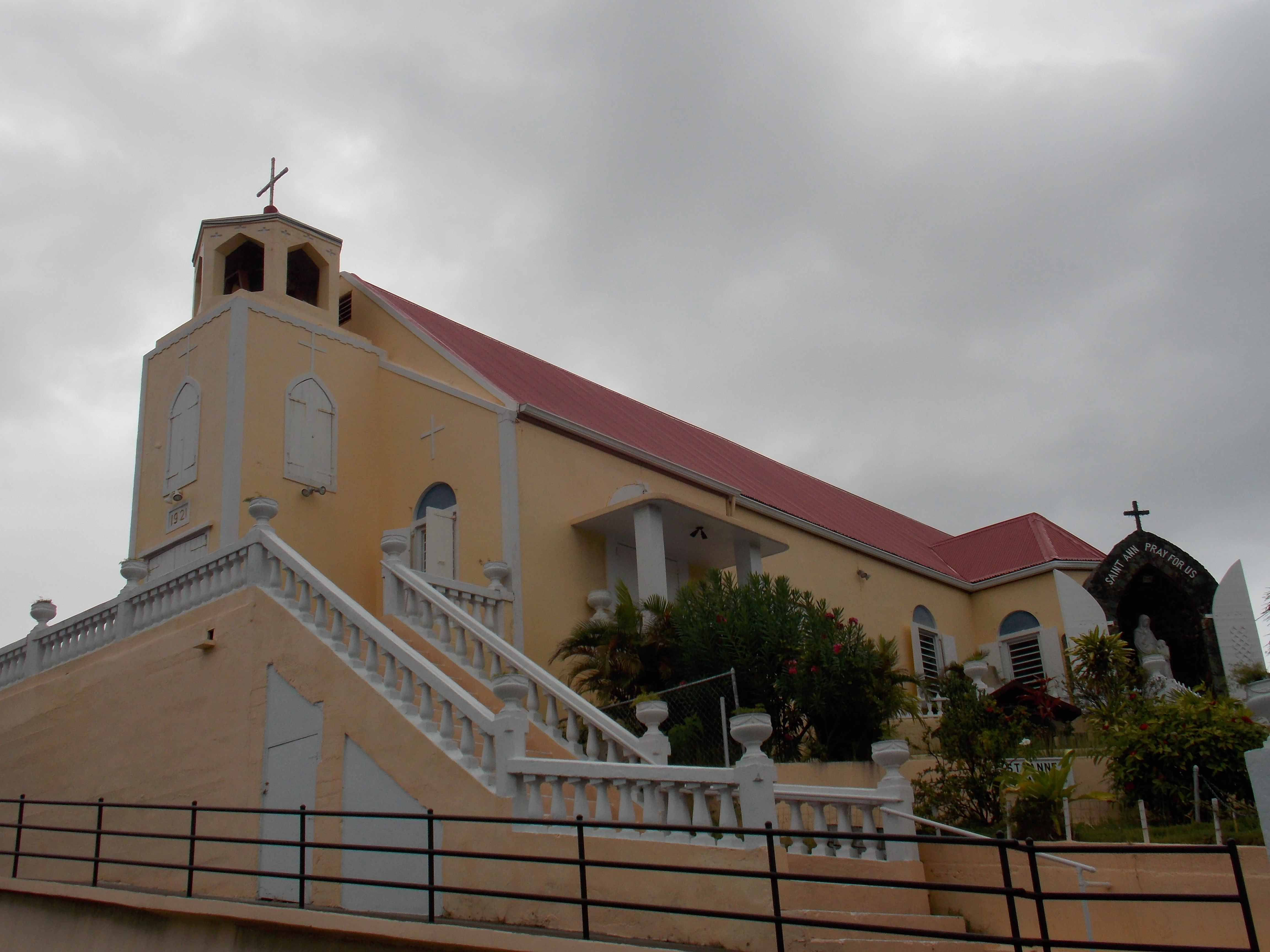
Sint-Annakapel in French Town

French Town (Frans: Carénage) is een wijk ten westen van de veerbootterminal. De wijk was in de 19e eeuw gesticht vanuit Saint-Barthélemy. In 2004 opende een French Heritage Museum in de wijk.
Emancipation Park is een park in Charlotte Amalie. Het is vernoemd naar de afschaffing van de slavernij op 3 juli 1848. In het westen van het park bevindt zich een standbeeld van een voormalige slaaf die op een schelp blaast. Er is tevens een kopie van de Liberty Bell en een buste van Christiaan IX.

## Transport
De internationale luchthaven Cyril E. King ligt ten westen van Charlotte Amelie. Vanaf de haven vertrekken veerboten naar Cruz Bay op Saint John, Christiansted op Saint Croix, Water Island, en Tortola op de Britse Maagdeneilanden. De autoveer naar Saint John vertrekt van Red Hook.

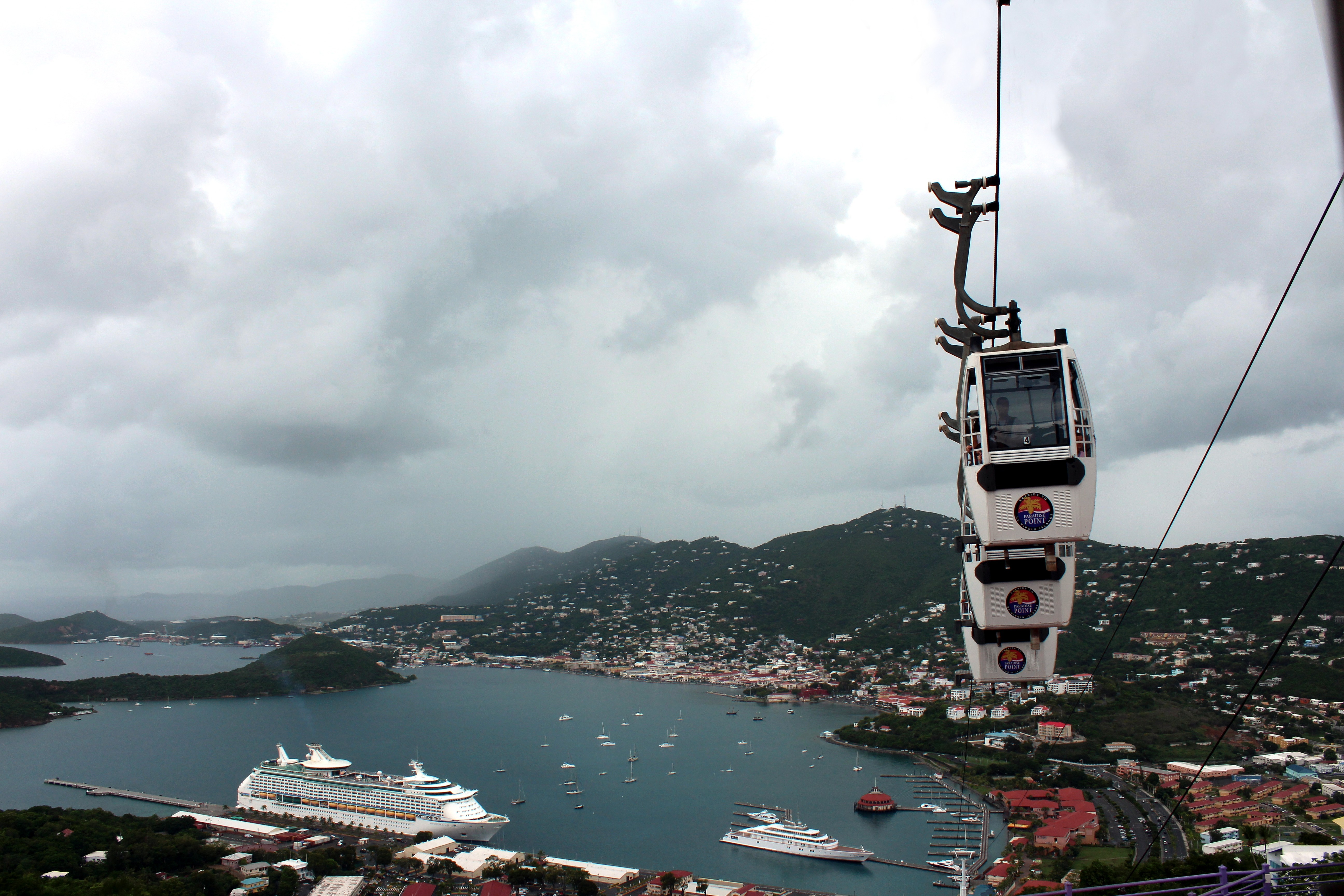
Kabelbaan naar Paradise Point

Havensight is de haven voor de cruiseschepen. Bij de haven bevindt zich een groot belastingvrij winkelcentrum. Vanaf Havensight vertrekt een kabelbaan naar Paradise Point, een heuvel met een uitzicht op Charlotte Amalie, Water Island, en bij helder weer Puerto Rico.

## Sport
De lokale voetbalclub is New Vibes die spelen in Lionel Roberts Park. Het multifuncionele stadion heeft een capaciteit van 9.000 toeschouwers.

## Geboren

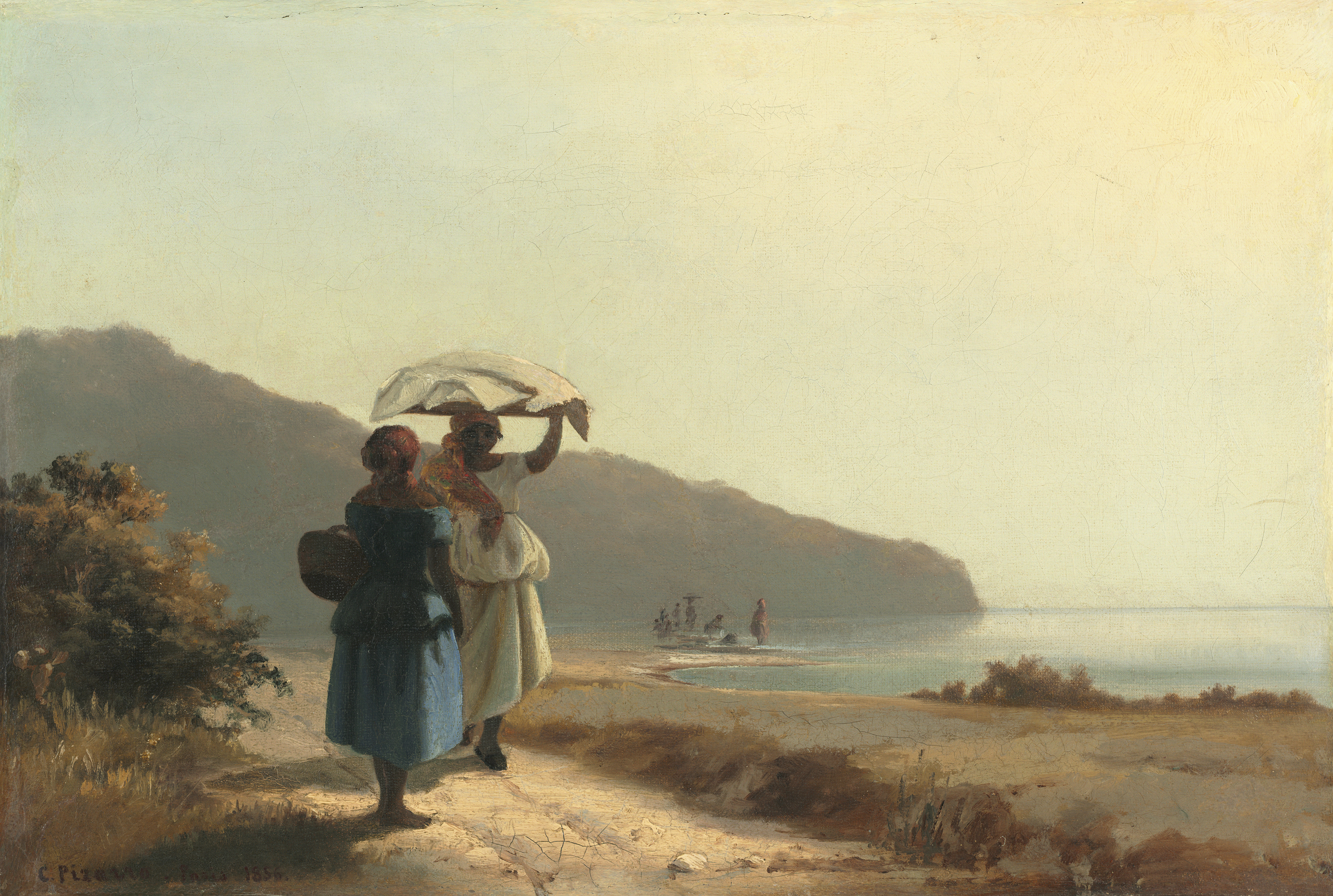
Twee kletsende vrouwen aan het strand van Pissarro (1856)

- Kelsey Grammer (1955), acteur en producent, bekend als dr. Frasier Crane in Cheers
- Camille Pissarro (1830-1903), schilder[23]

## Overleden
- Julius Edgar Lilienfeld (1882-1963), Amerikaans natuurkundige en elektrotechnicus

## Galerij

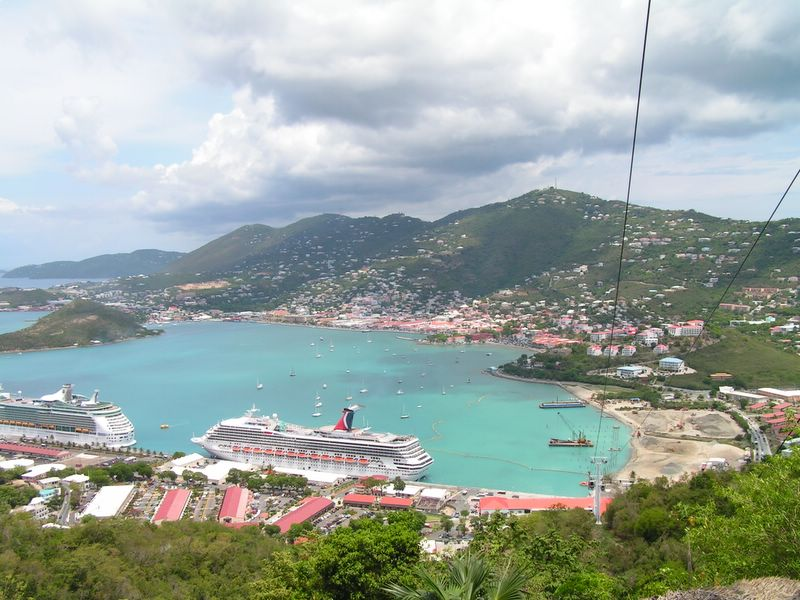
Haven van Charlotte Amalie
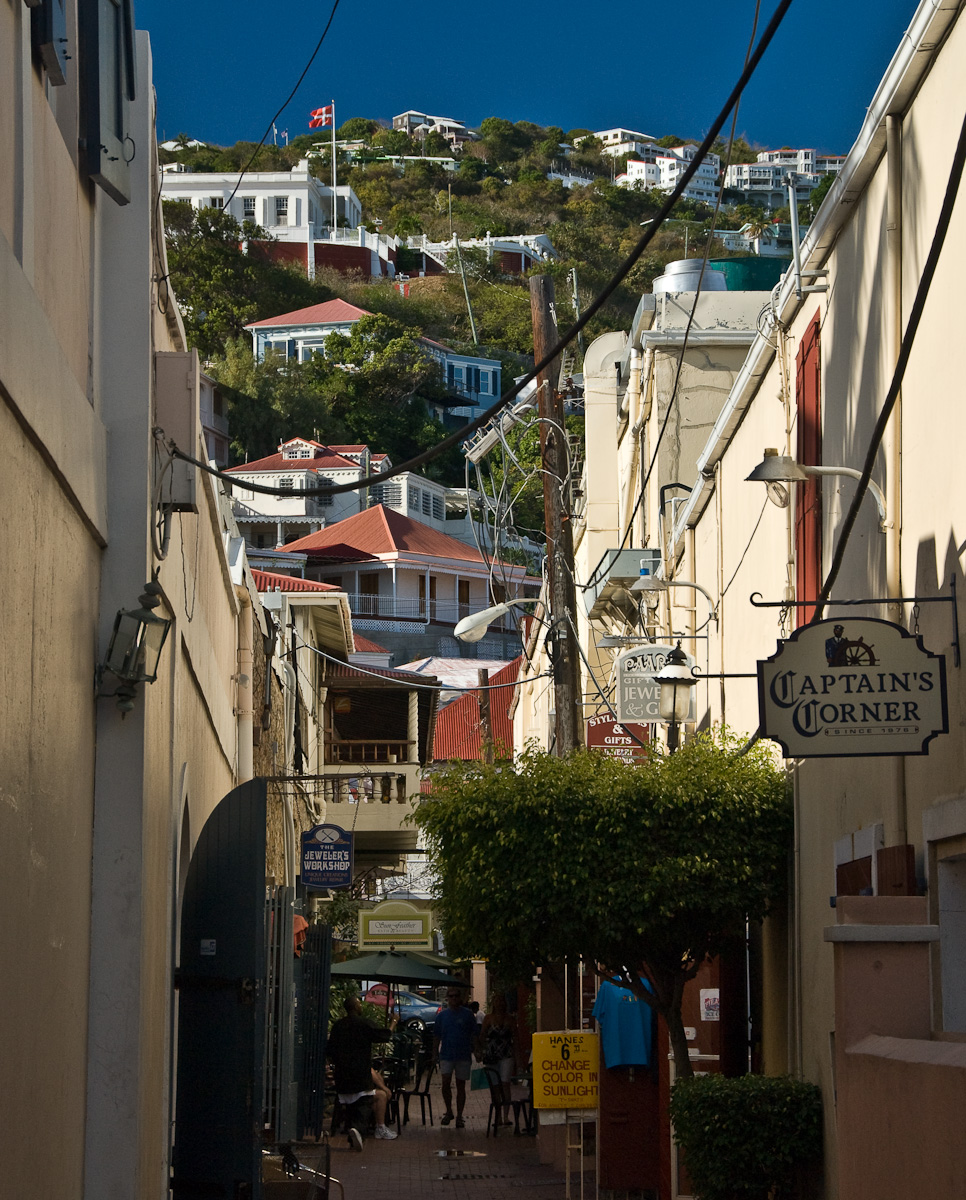
Straat in Charlotte Amalie
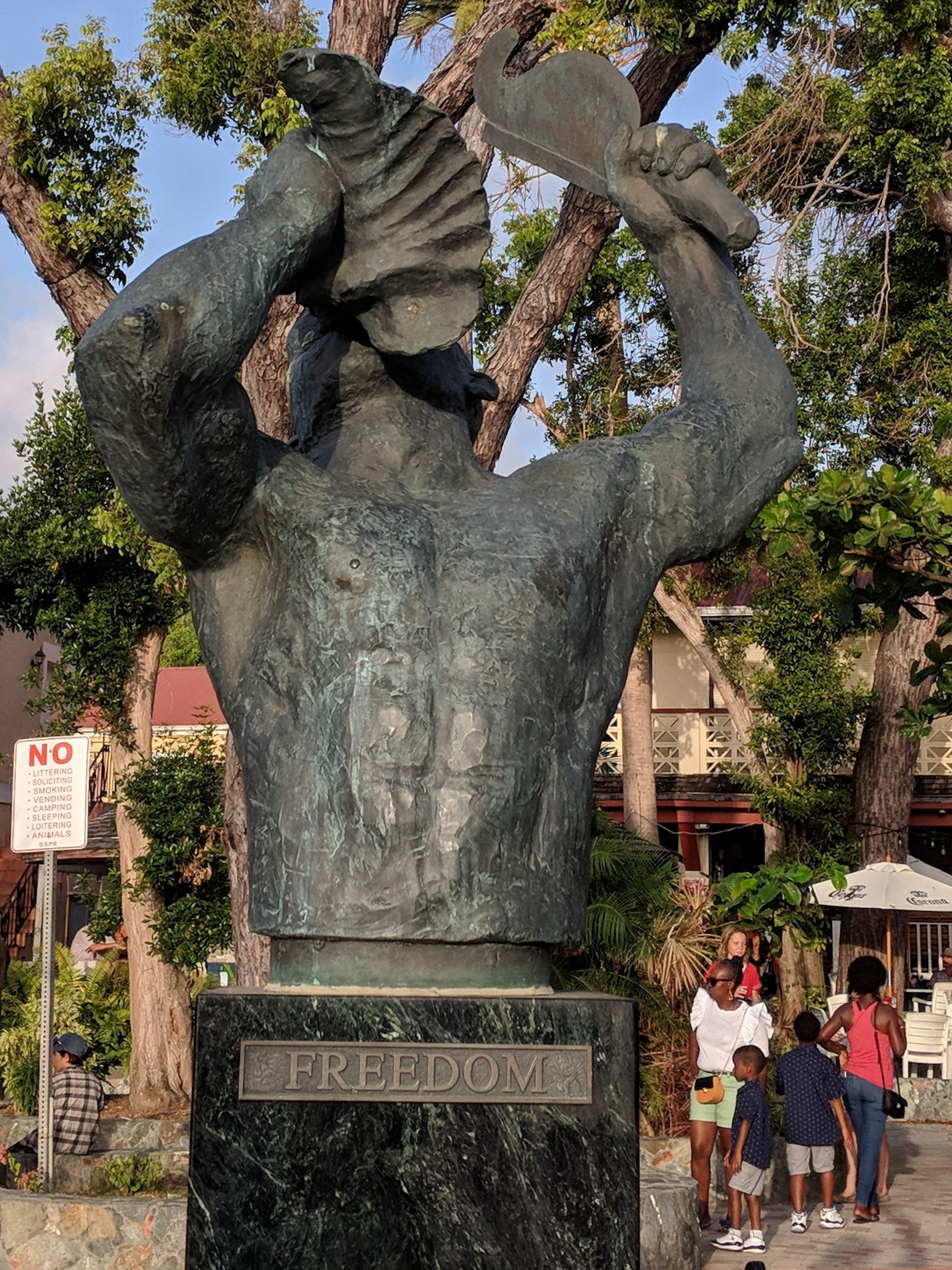
Standbeeld de Schelpenblazer
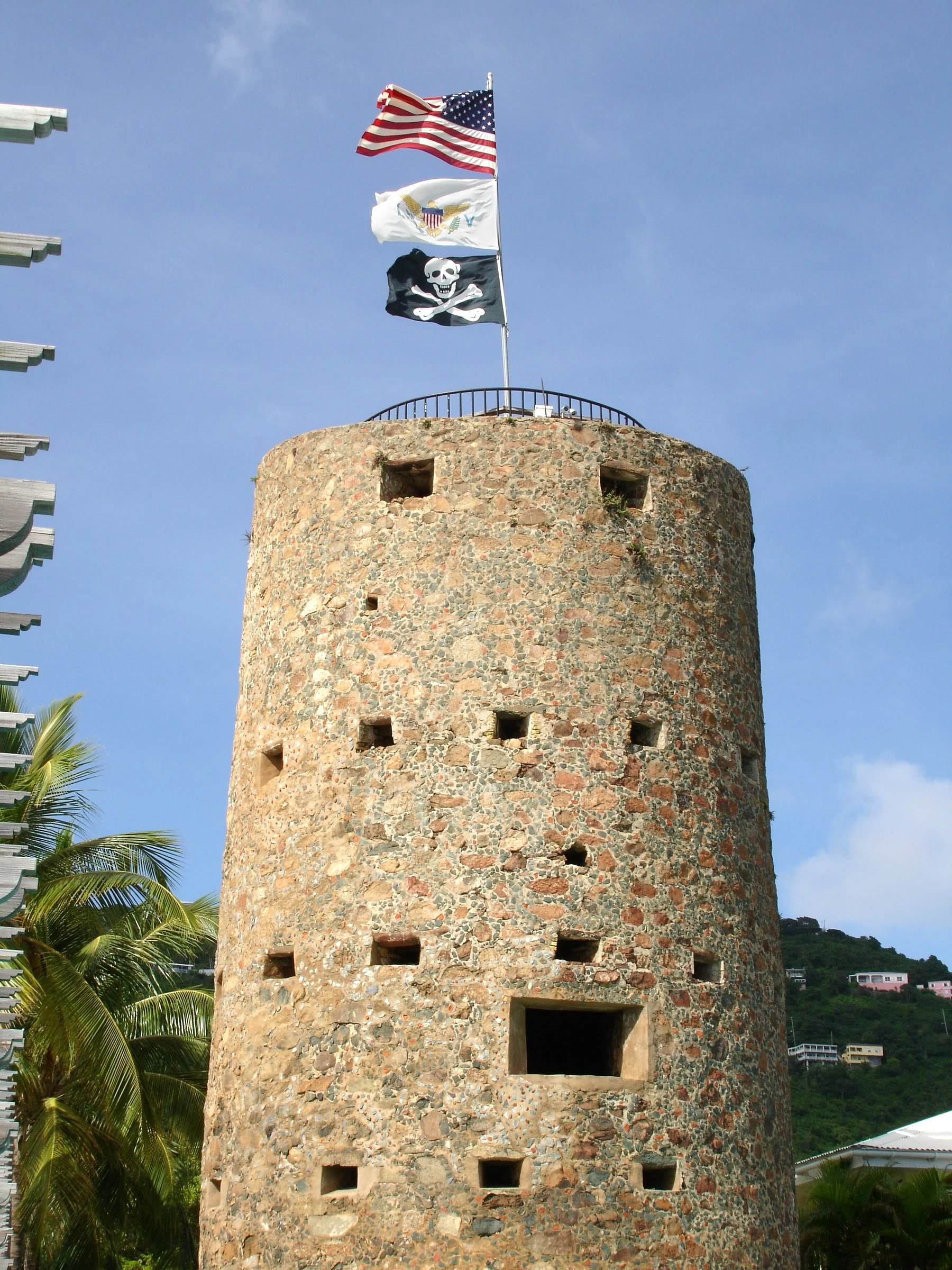
Fort Skytsborg

Charlotte Amalie · Christiansted · Coral Bay · Cruz Bay · East End · Frederiksted · Sion Farm · Tutu